# غريبة (حسيني)
غريبة (بالفارسية: غریبه) هي منطقة سكنية تقع في إيران في قسم حسيني الريفي. يقدر عدد سكانها بـ 434 نسمة بحسب إحصاء 2016.